# 太田市立中央小学校
太田市立中央小学校（おおたしりつ ちゅうおうしょうがっこう）は、群馬県太田市飯田町にある公立小学校。
卒業後は主に太田市立東中学校に進学する。

## 歴史
- 1977年（昭和52年）4月 - 太田市立九合小学校より分離し、開校。
- 1979年（昭和54年）4月 - 九合小学校に設置されていた「言語・難聴の学級」が、「ことばの教室」と改称の上、本校に移管。
- 2014年（平成26年）
  - 9月30日 - 給食室解体及び渡り廊下設置工事完了[1]。
  - 12月26日 - 屋内運動場非構造部材耐震化工事完了[2]。

## 学区
- 飯田町[3]
- 新井町
- 内ヶ島町
- 新島町
- 小舞木町

## 学校周辺
- 九合2号公園
- 太田市立東中学校
- 太田駅
- 南一番街
- 太田中央公園

## アクセス
- 東武鉄道（伊勢崎線・桐生線・小泉線）太田駅より、
  - 南口から、徒歩約550m・約11分。
  - 北口から、下述の「シティライナーおおた」で6分、「南一番街」バス停下車後、徒歩。
- シティライナーおおた尾島線で、「南一番街」バス停下車後、徒歩約400m・約6分。